# Собеский, Ян (ротмистр)
Ян Собе́ский (ок. 1518 — 1564) — польский военный деятель, ротмистр конницы.

## Биография
Представитель польского дворянского рода Собеских герба «Янина». Младший (третий) сын Себастьяна Собеского (ок. 1486 — 1557) и Барбары Гельжевской (ок. 1497/1499 — после 1536).
В июне 1537 года Ян Собеский был включен в состав конной хоругви, участвовавшей в обороне южных границ. С 1540 года воевал в польской армии под командованием гетмана польного коронного Николая Сенявского. В 1542 году участвовал в боях с крымскими татарами в окрестностях Овруча и Хмельника. В 1544 году он принимал участие в преследовании татарского войска, которое было разбито под замком Балаклава. В 1548 году Ян Собеский оставил военную карьеру и занялся хозяйством. В 1552 году из-за угрозы нападения со стороны Молдавии он вернулся на военную службу. В 1557 году он сражался с крымскими татарами в окрестностях Меджибожа, Бара и Хмельника на Подолии. В 1564 году в состав литовской армии участвовал в военных действиях против Русского государства.
В конце жизни перешел в кальвинизм.

## Семья и дети
Около 1548 года женился на Катарине Гдежинской (ок. 1531/1532 — ок. 1600), от брака с которой у него было четверо детей:
- Марк Собеский (1549/1550 — 1605), дворянин королевский (1577), хорунжий великий коронный (1581), каштелян люблинский (ок. 1597), воевода люблинский (с 1598)
- Николай Собеский (ок. 1550 — 1565/1581), бездетен
- Себастьян Собеский (ок. 1552 — 1614), дворянин королевский (1594), хорунжий великий коронный (1596), староста росицкий и богуславский
- Анна Собеская, жена Регимиана Вояковского.